# Парасковія (Кегичівська селищна громада)
Параско́вія — село в Україні, у Берестинському районі Харківської області. Населення становить 603 осіб. Орган місцевого самоврядування — Парасковіївська сільська рада.
Після ліквідації Кегичівського району 19 липня 2020 року село увійшло до Красноградського (Берестинського) району.

## Географія
Село Парасковія знаходиться на річці Шляхова, за 5 км від місця впадання її в річку Оріль, на річці велика загата, вище за течією на відстані 2 км розташовані селище Слобожанське і село Олександрівське.
На південно-західній околиці села річка Лозова ападає у Берестову.

## Історія
- 1750 — дата заснування.

## Економіка
- Молочно-товарна, птахо-товарна і свино-товарна ферми.

## Об'єкти соціальної сфери
- Школа.
- Будинок культури.
- Спортивний майданчик.

## Пам'ятки
- Турецький вал із земляними укріпленнями, збудований на початку XVIII ст.

## Постаті
- Балог Федір Калманович (1973—2018) — сержант Збройних сил України, учасник російсько-української війни.